# Itabuna EC
Itabuna Esporte Clube – brazylijski klub piłkarski z siedzibą w mieście Itabuna leżącym w stanie Bahía.

## Osiągnięcia
- Wicemistrz stanu Bahia: 1970
- Mistrz II ligi stanu Bahia (Campeonato Baiano da Segunda Divisão): 2002

## Historia
Itabuna Esporte Clube powstał 23 maja 1967 jako klub zawodowy w miejsce utworzonego 3 maja 1929 amatorskiego klbu Itabuna Futebol Clube.